# Shirome
Shirome (白女) est le nom d'une poétesse japonaise mineure du style waka qui vit au Xe siècle.
Née à Settsunokuni Eguchi (摂津国江口, à présent Osaka), elle est peut-être fille d'un petit aristocrate Settsunokuni Tamabuchi (摂津国玉淵). Elle est asobi/yujo (遊女) de son métier, ce qui plus tard signifie prostituée. À l'époque de Heian (794-1185) cependant, le terme désigne souvent une femme éduquée dans l'art du chant et de la danse - comparable aux geisha de la période Edo. Sa prestation devant un ancien empereur ayant abdiqué est rapportée dans leŌkagami (大鏡).

## Source
- pg 19 & 142 de Woman poets of Japan, 1977, Kenneth Rexroth, Ikuko Atsumi,  (ISBN 0-8112-0820-6); précédemment publié sous le titre The Burning Heart chez The Seabury Press.
- "Shadows of Transgression: Heian and Kamakura Constructions of Prostitution" par Janet R. Goodwin. Monumenta Nipponica, vol. 55, no 3 (automne 2000), pages 327 à 368.